# Tredegar House

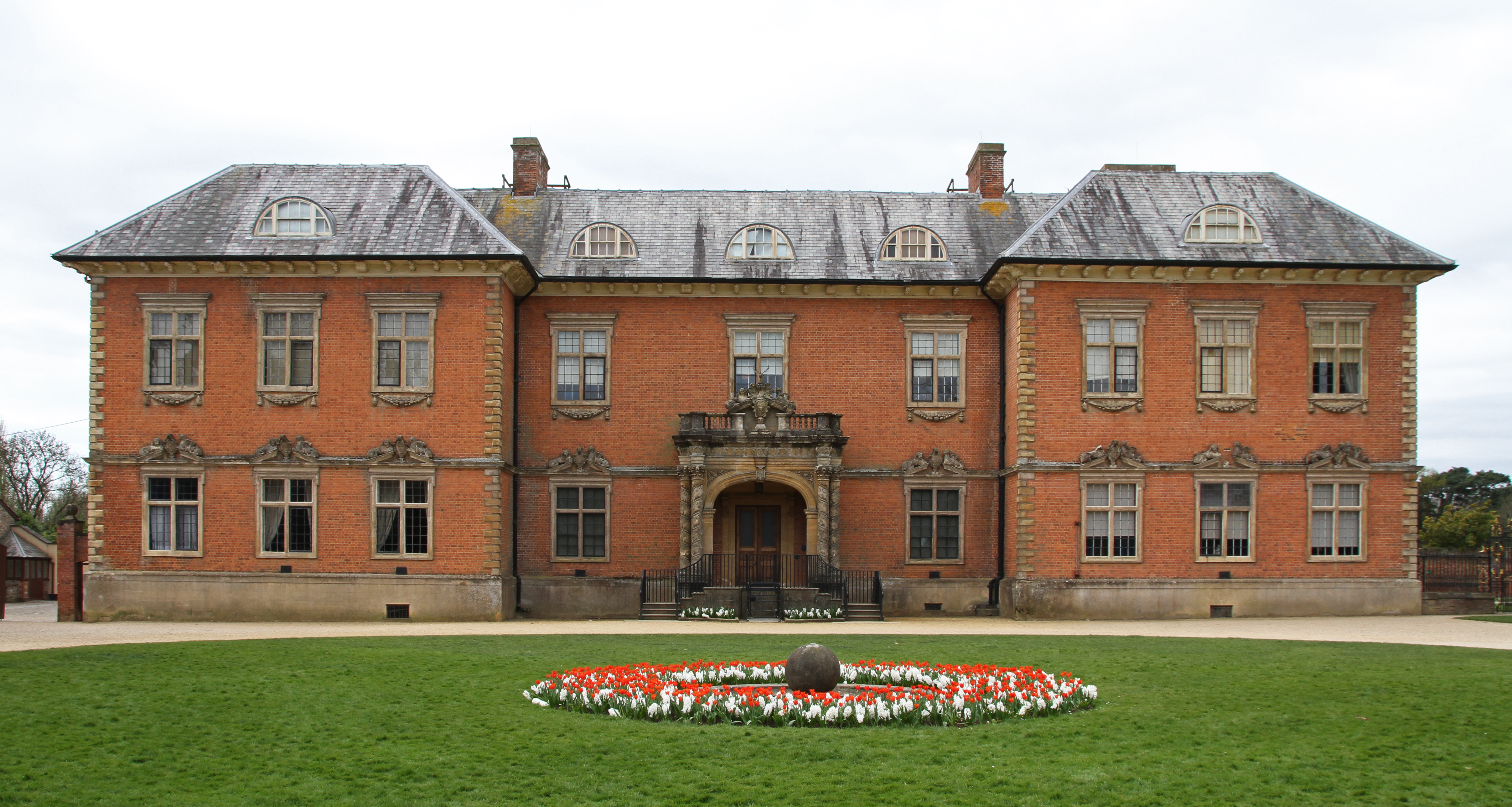
Tredegar House von Nordosten mit dem Hauptportal

Tredegar House ist ein Herrenhaus in Wales. Das südwestlich von Newport gelegene Anwesen war über 500 Jahre lang Stammsitz der walisischen Adelsfamilie Morgan. Es gilt als eines der prächtigsten walisischen Herrenhäuser und als eines der bemerkenswertesten Herrenhäuser der Zeit der Stuart-Restauration in Großbritannien.

## Geschichte
Ab etwa 1402 war Tredegar im Besitz von Llywelyn ap Morgan. Die Familie Morgan behauptete später, Nachfahren alter walisischer Fürsten zu sein. Um 1490 begann John ap Morgan mit dem Bau eines neuen Herrenhauses. Das um drei Höfe angelegte Haus war aus Bruchstein erbaut und enthielt sowohl im Nordost- wie im Südwestflügel eine Wohnhalle. 1645 war während des englischen Bürgerkriegs König Karl I. in Tredegar zu Gast. Nach der Stuart-Restauration wurde das spätmittelalterliche Herrenhaus zwischen 1664 und 1672 von Sir William Morgan großteils durch ein neues Herrenhaus im Stil des klassizistischen Barocks ersetzt. Der Architekt ist unbekannt, möglicherweise waren die Zimmermannsmeister Roger und William Hurlbutt aus Warwick für den Bau verantwortlich, die auch in Ragley Hall in Warwickshire und in Bradley House in Wiltshire tätig waren. Im 19. Jahrhundert wurden das Dach sowie der südöstliche Flügel umgebaut, dazu wurde das Hauptportal von der Nordwest- an die Nordostseite verlegt. 1951 verkaufte John Morgan, 6. Baron Tredegar, der letzte männliche Angehörige der Familie Morgan, Tredegar. Anschließend wurde das Haus als Internat genutzt, ehe es 1974 vom Newport Borough Council erworben wurde. Das Herrenhaus wurde restauriert und Teile der Einrichtung konnten zurückerworben werden, ehe es zur Besichtigung freigegeben wurde. Am 16. März 2012 übertrug das Newport City Council den Betrieb von Tredegar House dem National Trust, der weitere Restaurierungsarbeiten vornahm. The Friends of Tredegar House, ein Förderverein, unterstützt den National Trust beim Betrieb und bei der Instandhaltung des Anwesens. Am 3. März 1952 wurde das Herrenhaus als Kulturdenkmal der Kategorie Grade I unter Denkmalschutz gestellt.
Das Herrenhaus diente unter anderem als Kulisse für Szenen der TV-Serie Doctor Who.

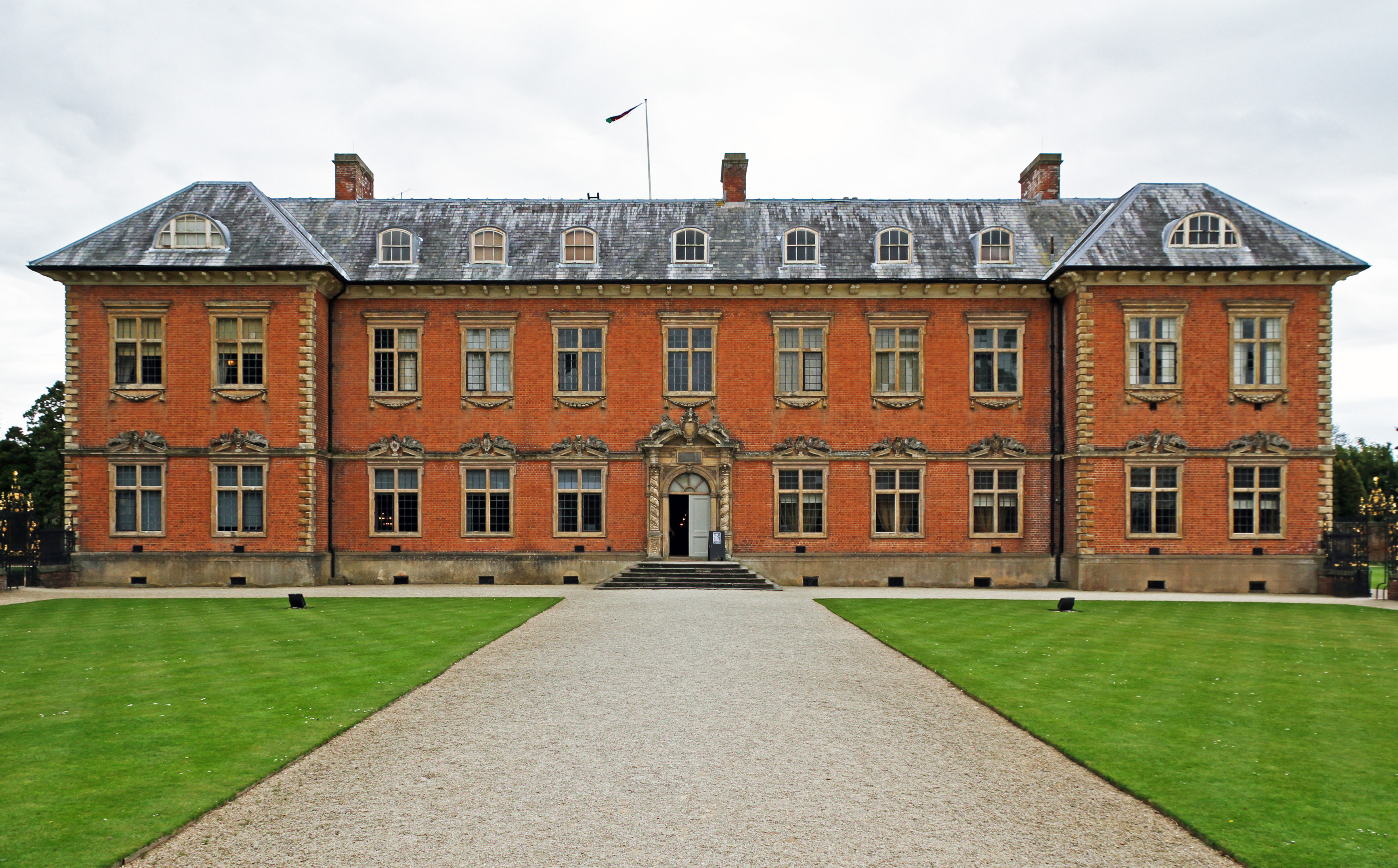
Die Nordwestfassade von Tredegar House mit dem ehemaligen Hauptportal

## Anlage

### Äußeres

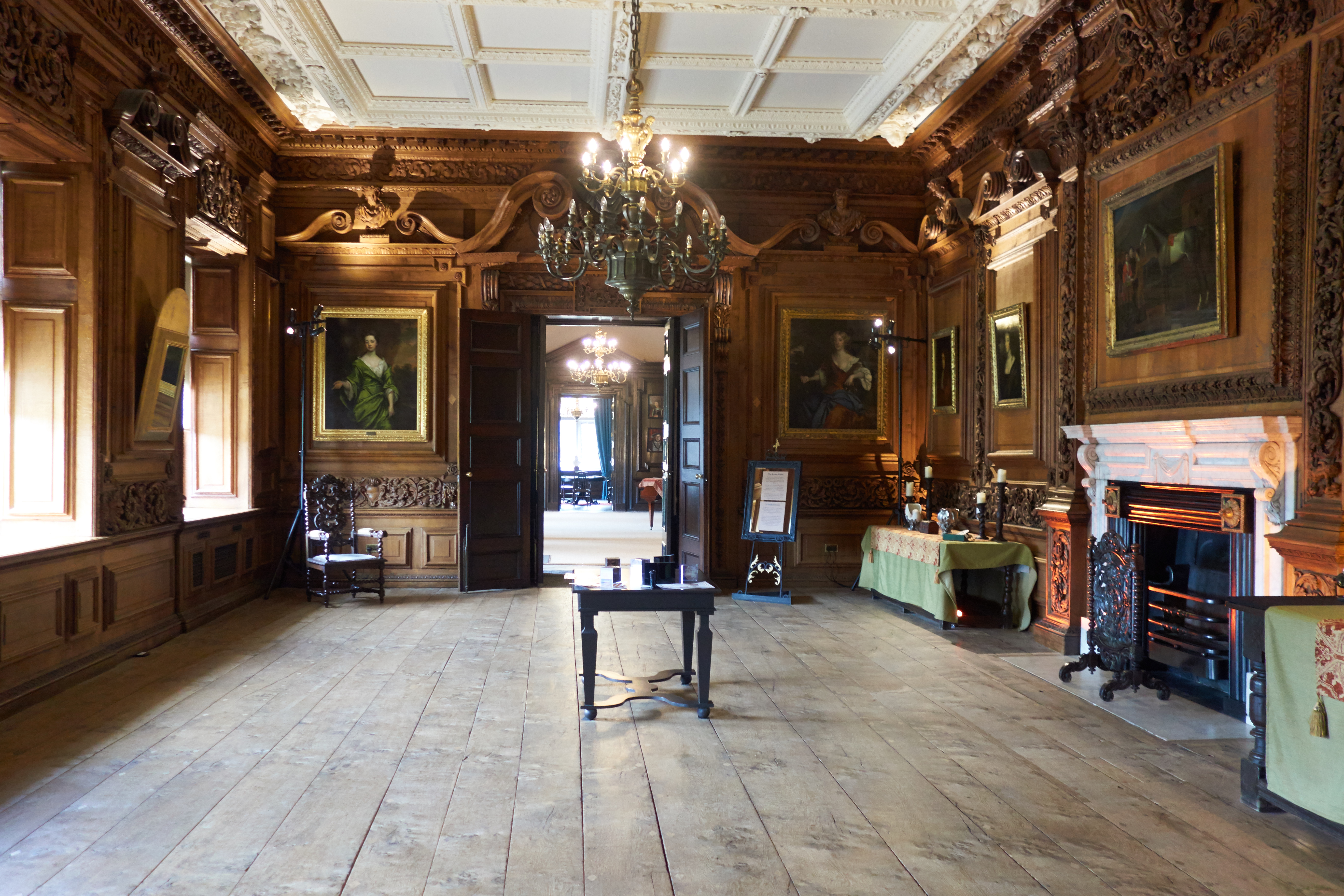
Die holzgetäfelte New Hall

Das Herrenhaus besteht aus vier Flügeln, die einen kleinen Innenhof umschließen. Dabei stammen Teile des Südwestflügels noch von dem spätmittelalterlichen Bau, doch der Großteil des Anwesens wurde im 17. Jahrhundert im Stil des klassizistischen Barock mit französischen und niederländischen Einflüssen errichtet. Die Hauptseiten sind die Nordwest- und die Nordostseiten des Hauses. Diese beiden zweigeschossigen, aus Ziegelsteinen über einem Keller errichteten Flügel besitzen an den Seiten leicht vorspringende Pavillons, die sich mit rustifizierten Ecken von dem Hauptteil abheben. Das Schieferwalmdach aus dem späten 18. bzw. frühen 19. Jahrhundert ist von Dachgauben durchbrochen. An den beiden Hauptfassaden sind die Fenster axial angeordnet, über den Fenstern des Erdgeschosses verläuft ein durchgehender Stuckfries. Das Hauptportal ist an der Nordostseite, die dreiachsig mit ebenfalls dreiachsigen Pavillons an den Seiten und einem mittigen eingeschossigen, säulengerahmten Eingangsvorbau angelegt ist. Die Nordwestfassade ist siebenachsig mit einem Portal im Erdgeschoss und zweiachsigen Pavillons. Die beiden schlicht gehaltenen rückwärtigen Flügel sind bis auf die Eckpavillons der Hauptfassaden unregelmäßig gestaltet. Das Erdgeschoss des Südostflügels ist verputzt, darüber befinden sich zwei weitere, aus Ziegelstein errichtete Geschosse. Der spätmittelalterliche, ebenfalls dreigeschossige Südwestflügel ist aus Bruchsteinmauerwerk mit nur kleinen Doppelfenstern.

### Innenräume
Das Herrenhaus besitzt eine Reihe von außergewöhnlich aufwändig dekorierten Repräsentationsräumen. Zu den zu besichtigenden Räumen gehört das Speisezimmer mit seiner viktorianischen Ausstattung, die eichenholzgetäfelte New Hall mit Porträts aus dem 17. Jahrhundert und der Brown Room, der ebenfalls eichenholzgetäfelt ist und mit aufwändigen Schnitzereien verziert ist. Der Gilt Room besitzt eine teils vergoldete Vertäfelung sowie eine Stuckdecke mit einem Deckengemälde aus dem 17. Jahrhundert. Daneben sind weitere Wohn- und Schlafräume, aber auch die Küche mit Nebenräumen, die Wohnung des Butlers und die Halle, die als Esszimmer für die Dienerschaft diente, zu besichtigen.

### Orangerie, Stallungen und weitere Nebengebäude

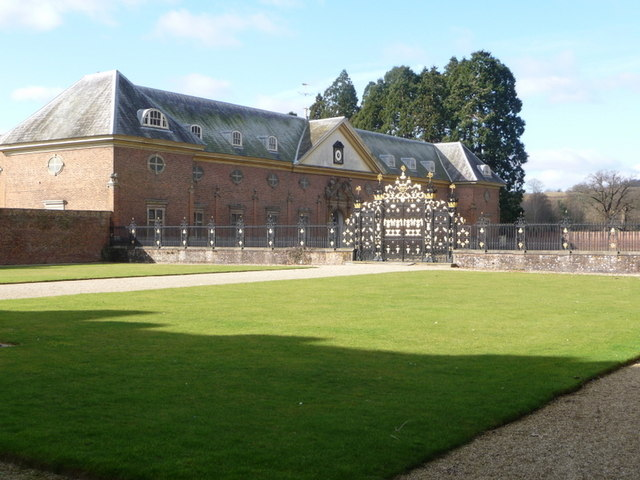
Die Stallungen mit dem Edney Gate aus dem frühen 18. Jahrhundert

Nordwestlich des Herrenhauses befindet sich ein gepflasterter Hof, an dessen Seite die Orangerie und die ehemaligen Stallungen liegen. Der Hof ist durch das Edney Gate vom Herrenhaus getrennt wird. Dieses prächtige, teilweise vergoldete schmiedeeiserne Gitter wurde zwischen 1714 und 1718 für John Morgan gefertigt. Der mächtige, zweigeschossige Bau der Stallungen ist wie das Haupthaus aus Ziegeln errichtet und besitzt an den Seiten zwei leicht vorspringende Pavillons. Über dem mittigen Haupteingang befindet sich ein schlichter Dreiecksgiebel. An der Südseite wurde wohl zu Beginn des 18. Jahrhunderts die Orangerie angebaut. Sie dient heute noch als Überwinterungsort für tropische Pflanzen, dazu befindet sich in dem Raum ein über zwölf Meter langer Tisch, der als der längste, aus einem Brett hergestellte Tisch Großbritanniens gilt. Der Tisch wurde in der ersten Hälfte des 17. Jahrhunderts ursprünglich für Cefn Mabli House hergestellt. Die Stallungen und die Orangerie sind als Kulturdenkmal der Kategorie Grade I, das Edney Gate als Kulturdenkmal der Kategorie Grade II* geschützt.
Südlich des Herrenhauses befinden sich weitere Wirtschaftsgebäude wie das Brauhaus und eine große Scheune. Diese, ursprünglich im 17. Jahrhundert errichteten Gebäude sind als Kulturdenkmäler der Kategorie Grade II geschützt.

### Garten und Park
Das Herrenhaus ist von einem Garten umgeben, der in drei Teile unterteilt ist: in den Orchard Garden, in den Cedar Garden und in den Orangery Garden. Alle drei Gärten wurden ursprünglich im 18. Jahrhundert angelegt. An die Garten schließt sich im Norden und Osten ein Landschaftspark an, der als County Park frei zugänglich ist.

#### Orchard Garden
Der größte Garten ist der südlich des Herrenhauses gelegene Orchard Garden, der heute zusammen mit der gemeinnützigen Organisation Growing Space aus Newport gepflegt wird. Der Garten ist eine Wildgartenanlage mit mehreren Wegen, versteckten Glashäusern, einem Gartenhaus und einer Obstwiese mit Apfelbäumen.

#### Cedar Garden
Südwestlich des Herrenhauses befindet sich der rechteckig angelegte, ummauerte und von Blumenbeeten begrenzte Cedar Garden. Die Rasenfläche des Gartens wird von der namensgebenden, um die Mitte des 18. Jahrhunderts gepflanzten Libanonzeder beherrscht. Der Garten war vermutlich ursprünglich der Privatgarten der Familie. Die heutige Anlage stammt aus dem 19. Jahrhundert. Der steinerne Obelisk im Garten erinnert an Sir Briggs, das Pferd, mit dem Geoffrey Morgan, 1. Baron Tredegar während des Krimkriegs 1854 an der Attacke der Leichten Brigade teilnahm. Sir Briggs durfte nach dem Krieg in Tredegar bleiben und starb 1874. Daneben erinnern drei Steine an Hunde der Familie Morgan.

#### Orangery Garden
Der südlich der Orangerie gelegene Orangery Garden ist der kleinste der drei Gärten. Der ummauerte Garten wurde in der Form eines Barockgartens mit buchsbaumgesäumten, symmetrisch angelegten Rasenflächen und einem Broderieparterre restauriert.

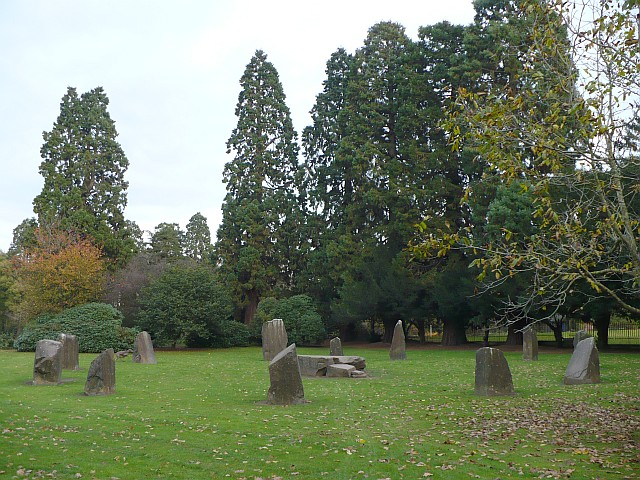
Der 1988 anlässlich des Eisteddfod im Park angelegte Steinkreis

#### Landschaftspark
Nördlich der Gärten schließt sich ein über 36 ha großer Landschaftspark an, der allerdings nur der Rest einer ursprünglich viel größeren Anlage ist. Durch den Bau der M4 und durch Wohnbebauung ging ein großer Teil des Parks verloren. Erhalten ist die frühere Hauptzufahrt im Nordwesten des Herrenhauses, die heute an der M4 liegt. Sie wird von zwei eingeschossigen Pavillons eingerahmt, die vielleicht um 1890 errichtet wurden. Der Gitterzaun und das Tor stammen ebenfalls aus dem 19. Jahrhundert. Von dieser Einfahrt führt die Zufahrt entlang des etwa 400 m langen Tredegar House Lake zur Nordostseite des Herrenhauses. Der See ist künstlich angelegt und wird durch einen Zu- und Abfluss vom River Ebbw gespeist. Daneben ist eine von früher mindestens sieben Eichenalleen erhalten, die zum Herrenhaus hinführt. Die Allee dient als Blickachse zum über zwei Kilometer entfernten, auf einen Hügel gelegenen Ruperra Castle, das im 17. Jahrhundert als Sommerhaus der Familie Morgan errichtet wurde. Eine weitere, inzwischen verbaute Sichtachse war auf das nördlich von Tredegar gelegene Tredegar Hillfort ausgerichtet. Unweit des Herrenhauses befindet sich ein moderner Steinkreis, der anlässlich des 1988 in Newport abgehaltenen Eisteddfod angelegt wurde.